# Studi
 (septembre 2023).
Studi est un groupe français spécialisé dans la formation en ligne, du CAP au BAC+5, en apprentissage professionnel ou en études de type Bachelor à MBA. Créé en 1999 à Soissons, il est depuis 2018 la propriété du groupe Galileo Global Education.

## Modèle économique
Le recours du groupe aux formations en ligne garantit une forte rentabilité puisque la formule permet d'économiser sur les locaux et de réduire le nombre d'enseignants.

## Histoire

### Création
L’entreprise commence ses activités sous le nom de Comptalia. Fondée par Pierre Charvet en 2001, Comptalia est établie sur les bases de Webetude, start-up spécialisée dans la formation comptable lancée en 1999. L’idée, celle d’une école de comptabilité à distance, est novatrice pour l’époque. Fonctionnant sur le principe de la salle de classe virtuelle, l’école vend des formations intégralement en ligne.

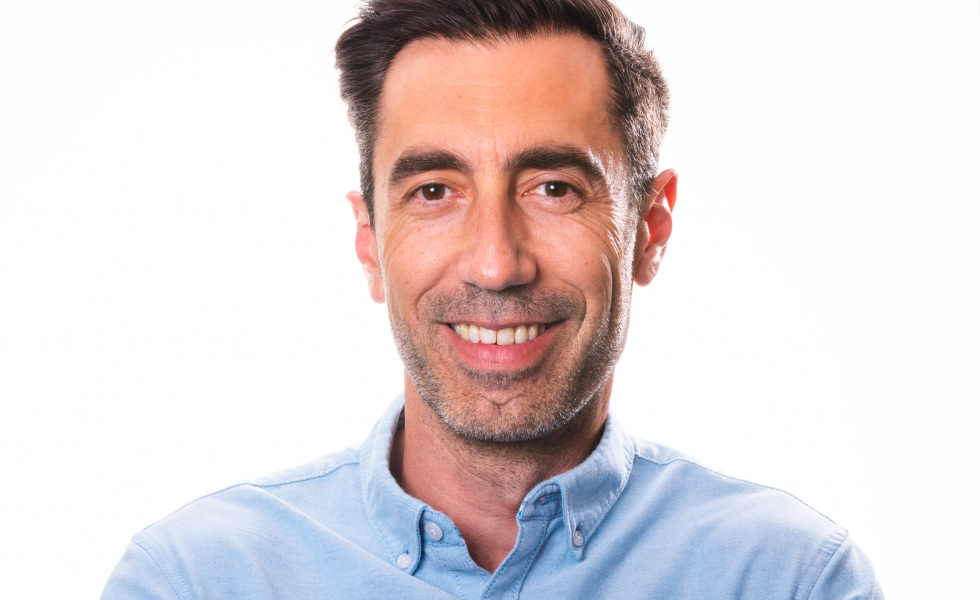
Pierre Charvet - C.E.O. de Studi

### Développement
En 2007, l’entreprise se dote de son propre studio d’enregistrement afin de créer une webtélé éducative.
En 2012, Comptalia développe une deuxième école du nom d’Ecolems, spécialisée dans les métiers de la petite enfance, du soin et des services à la personne. C’est à cette période qu’une circulaire de la Délégation Générale à l'Emploi et à la Formation Professionnelle (DGEFP) autorise la création de formations professionnalisantes en ligne allant du CAP au niveau Master.
En 2015, le groupe ouvre sa business school en ligne, nommée Comnicia. Le groupe se rebaptise Studi et rassemble Comptalia, Comnicia et Ecolems au sein d’une même entité. Cette même année, les titres du Répertoire National de la Certification Professionnelle (RNCP) sont enregistrés par l’État.
En 2018, Galileo Global Education, premier groupe européen dans l’enseignement supérieur privé acquiert Studi et l’intègre à son réseau d’écoles. L’entreprise s’associe aux écoles de commerce ESG et au Cours Florent, deux entités faisant partie du groupe Galileo. La même année, Studi assimile Elephorm, plateforme de formations vidéo en ligne dont le capital est en partie possédé par le groupe.
À la suite de la réforme de la formation professionnelle et dynamisé par le développement du Compte Personnel de Formation, le secteur de l’e-learning voit son activité croître.
L’attrait de la formation à distance, ainsi que les problématiques liées à la crise sanitaire de 2020 changent drastiquement l’activité des organismes de formation en ligne. Des ateliers avec Pôle Emploi sont organisés pour répondre au besoin d’embauche immédiat,. En effet, à la suite des mesures de confinement ordonnés par le gouvernement français, le groupe connaît une croissance accrue,. La progression se faisant, l’entreprise décide d’engager près de 170 personnes pour parvenir à une équipe de 750 collaborateurs.
Post deuxième confinement, le gouvernement présente un plan de relance consacré à l’acquisition de compétences et à l’employabilité. Au même moment Studi compte près de 70 000 apprenants en cours de formation. Le groupe investit dans son propre bâtiment.
En 2021, Studi acquiert l’entreprise Health Events, spécialisée dans le domaine médical.